# Fosa de Sigsbee
La fosa de Sigsbee (llamada también Depresión de Sigsbee) es una fosa oceánica que es la parte más profunda del golfo de México. La profundidad máxima actualmente se estima entre 3.750 y 4.384 metros con un promedio de 1.615 metros. La Fosa de Sigsbee es una depresión que se extiende por más de 480 kilómetros y frecuentemente es llamada el «Gran Cañón bajo el mar». Se localiza dentro de la zona económica exclusiva mexicana, y fue nombrada por el capitán Charles Dwight Sigsbee del USS Maine, que explotó en La Habana, Cuba, en 1898. Su punto más cercano a tierra es la costa mexicana y está a 355 kilómetros al noroeste de Progreso, Yucatán.